# Shimamura Toshimasa
Shimamura Toshimasa (jap. 島村 利正; * 25. März 1912 in der Präfektur Nagano; † 25. November 1981) war ein japanischer Schriftsteller.
Sein erster Roman Kōrainin (高麗人) erschien 1940–41 in Fortsetzungen in der Zeitschrift Bungakusha. In den 1950er Jahren versuchte er sich als Unternehmer, seine Firma ging jedoch nach sieben Jahren bankrott. Als Autor wurde er mehrfach für den Akutagawa-Preis nominiert. Er erhielt 1976 den Hirabayashi-Taiko-Literaturpreis in der Kategorie Literatur für Aoi Numa (青い沼, „Der blaue Sumpf“) und 1979 den Yomiuri-Literaturpreis für Myōkō no aki (妙高の秋).